# Leptocerus atsou
Leptocerus atsou là một loài Trichoptera trong họ Leptoceridae. Chúng phân bố ở miền Australasia.